# سکو بامبا
سکو بامبا (انگلیسی: Sékou Bamba; ۲۵ فوریهٔ ۱۹۷۰ – ۱۹ آوریل ۲۰۰۸) بازیکن فوتبال اهل ساحل عاج بود.
از باشگاه‌هایی که در آن بازی کرده است می‌توان به باشگاه فوتبال آنتالیااسپور و باشگاه فوتبال آسک میموساس اشاره کرد.
وی همچنین در تیم ملی فوتبال ساحل عاج بازی کرده است.